# Daredevil: Born Again
Daredevil: Born Again är en amerikansk TV-serie från 2025, skapad av Matt Corman och Chris Ord. Serien är baserad på Marvel Comics karaktär Daredevil. Serien är en del av Marvel Cinematic Universe (MCU), producerad av Marvel Studios och är den andra serien med karaktären efter Daredevil (2015–2018) av Marvel Television.
Serien var tidigare planerad att ha premiär på streamingtjänsten Disney+ under våren 2024 och den första säsongen skulle bestå av 18 avsnitt, med en andra säsong som var planerad. Men på grund av strul bakom kulisserna sköts premiären upp. Första säsongen hade istället premiär den 4 mars 2025 och en andra säsong är planerad att ha premiär i mars 2026, bestående av åtta avsnitt.

## Rollista (i urval)
- Charlie Cox – Matt Murdock / Daredevil
- Vincent D'Onofrio – Wilson Fisk / Kingpin
- Ayelet Zurer – Vanessa Marianna
- Margarita Levieva – Heather Glenn
- Jon Bernthal – Frank Castle / Punisher
- Michael Gandolfini – Daniel Blake
- Nikki M. James – Kirsten McDuffie
- Arty Froushan – Buck Cashman
- Clark Johnson – Cherry
- Wilson Bethel – Benjamin "Dex" Poindexter / Bullseye
- Deborah Ann Woll – Karen Page
- Elden Henson – Foggy Nelson
- Tony Dalton – Jack Duquesne
- Mohan Kapur – Yusuf Khan
- Kamar De Los Reyes – Hector Ayala / White Tiger